# Confinamento

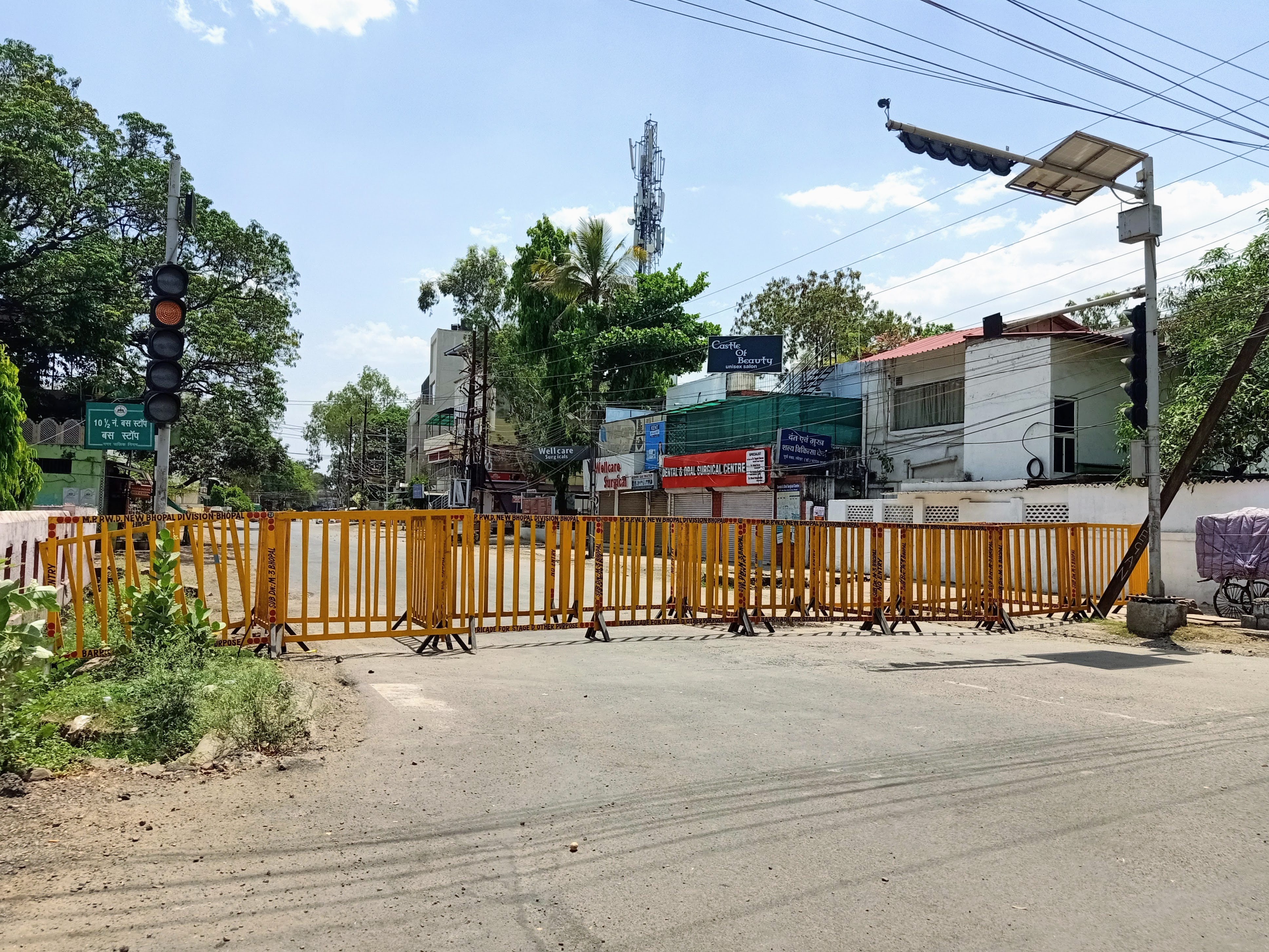
Ruas barricadas durante o confinamento devido à disseminação de COVID-19 em Bopal, Índia

Confinamento (em inglês: lockdown) refere-se a uma medida de restrição de movimento. Durante um confinamento, seres vivos (humanos ou animais) ou cargas são mantidos em um espaço delimitado. Os confinamentos também podem ser usados para proteger pessoas ou, por exemplo, um sistema de computação de uma ameaça ou outro evento externo.

## Tipos

### Confinamento preventivo
Um confinamento preventivo é acionado para responder a uma situação incomum ou uma fraqueza no sistema para evitar qualquer perigo que comprometa a segurança e proteção de pessoas, organização e sistema. O foco das ações preventivas é evitar perigos e riscos decorrentes das não-conformidades às circunstâncias normais, mas também comumente inclui melhorias na eficiência.
Os confinamentos preventivos são bloqueios preventivos para reduzir o risco. Os protocolos devem se basear no tipo de ameaça e devem ser simples, de implementação rápida e suficientemente flexíveis para lidar com vários cenários.

### Confinamento de emergência
Os confinamentos de emergência são implementados quando existe uma ameaça iminente à vida ou o risco de ferimentos em seres humanos.

### Pandemia de COVID-19
No início de abril de 2020, 3,9 bilhões * de pessoas em todo o mundo estavam sob algum tipo de confinamento — mais de metade da população mundial. No final de abril, cerca de 300 milhões de pessoas estavam em confinamento em países da Europa, enquanto cerca de 200 milhões de pessoas estavam em confinamento na América Latina. Quase 300 milhões de pessoas, ou cerca de 90% da população, estavam sob alguma forma de confinamento nos Estados Unidos, e 1,3 bilhões de pessoas estavam em confinamento na Índia.

## Eventos históricos
Após os ataques de 11 de setembro (2001), foi iniciado um confinamento  de três dias no espaço aéreo civil americano.
Em dezembro de 2005, a Força Policial de Nova Gales do Sul (NSW Police Force) iniciou um bloqueio do Sutherland Shire e de outras áreas de praia de Nova Gales do Sul para conter rebeliões raciais (e ataques de retaliação).
Um exemplo de confinamento de um campus/escola foi demonstrado na Universidade da Colúmbia Britânica (UBC) em 30 de janeiro de 2008, quando uma ameaça desconhecida foi feita e a Polícia Montada Real do Canadá (RCMP) emitiu um confinamento em um dos edifícios do campus por seis horas, isolando a área, e um alerta do campus foi enviado por e-mail a todos os afiliados à UBC, enquanto estudantes e faculdades permaneceriam trancados no prédio.
Em 10 de abril de 2008, duas escolas secundárias canadenses foram postas em confinamento devido a suspeitas de ameaças de armas de fogo. A Academia George S. Henry foi fechada em Toronto, Ontário, aproximadamente às 14h00. A Força-Tarefa de Emergência (TPS) foi contatada e o lockdown durou mais de duas horas. A Escola Secundária de New Westminster foi fechada em New Westminster, Colúmbia Britânica, aproximadamente às 13h40. A Equipe de Resposta de Emergência (ERT) foi chamada e a escola ficou trancada até às 16h30. Devido ao tamanho da escola, alguns alunos não puderam sair até as 19h00.
Em 19 de abril de 2013, toda a cidade de Boston entrou em confinamento e todo o transporte público foi interrompido durante a caçada aos terroristas Dzhokhar e Tamerlan Tsarnaev, os suspeitos do atentado à Maratona de Boston, enquanto a cidade de Watertown estava sob forte vigilância de polícia armada e da SWAT, bem como buscas sistemáticas de casa em casa.
No confinamento de Bruxelas em 2015, a cidade ficou confinada por diversos dias enquanto os serviços de segurança procuraram suspeitos envolvidos nos ataques de novembro desse ano em Paris. Nesse mesmo ano, uma ameaça terrorista causou o fechamento do Distrito Escolar Unificado de Los Angeles.
Em agosto de 2019, o governo indiano impôs um confinamento a Jamu e Caxemira após a revogação do status especial do estado. O governo indiano pretendia conter o terrorismo impondo restrições de confinamento na região.